# Grupo ordenado
Em matemática, um grupo ordenado é um grupo (G,*) com uma relação de ordem, de forma que a operação binária é compatível com a relação de ordem.
Esta compatibilidade é dada por:
{\displaystyle \forall a,b,g\in G,(a\leq b\implies (ag\leq bg\land ga\leq gb))\,}
Para ser mais preciso, caso a relação de ordem seja uma relação de ordem total, temos um grupo totalmente ordenado, caso seja uma relação de ordem parcial, temos um grupo parcialmente ordenado.

## Elementos positivos
Nota-se que, das propriedades, se e é o elemento neutro do grupo, então {\displaystyle a\leq b\,} implica que {\displaystyle e\leq a^{-1}b\,} e {\displaystyle e\leq ba^{-1}\,}. Por outro lado, se {\displaystyle e\leq a\,} e {\displaystyle e\leq b\,}, então {\displaystyle a\leq ab\,} e, por transitividade, {\displaystyle e\leq ab\,}. Ou seja, o subconjunto dos elementos positivos (eventualmente chamados de não-negativos, para deixar claro que inclui o elemento neutro) {\displaystyle G^{+}=\{x:e\leq x\}\,} é fechado com relação à operação binária do grupo.
Isto sugere uma definição alternativa de grupo (parcialmente) ordenado: seja H um subconjunto do grupo, com as seguintes propriedades:
- {\displaystyle e\in H\,}
- {\displaystyle a\in H,b\in H\implies ab\in H\,}
- {\displaystyle a\in H,x\in G\implies x^{-1}ax\in H\,}
- {\displaystyle a\in H\land a^{-1}\in H\implies a=e\,}

Então a relação definida por {\displaystyle a\leq b\iff a^{-1}b\in H\,} é uma relação de ordem (parcial) que torna G um grupo ordenado.